# Panusaya Sithijirawattanakul
Panusaya Sithijirawattanakul también conocida como Panasaya Sithijirawattanakul  (en tailandés: ปนัสยา สิทธิจิรวัฒนกุล; apodada Rung o Roong (Nonthaburi, 5 de septiembre de 1998) es un activista político estudiantil tailandesa líder estudiantil universitaria y portavoz de la Unión de Estudiantes de Tailandia.Tras ser encarcelada por el artículo 112, está en huelga de hambre contra la sentencia desde el 30 de marzo de 2021.

## Biografía
Panusaya Sithijirawattanakul nació en una familia de clase media que regenta un taller de automóviles. Creció con poco conocimiento político, su personalidad era bastante introvertida y una persona bastante tímida. Fue acosada por sus amigos en la escuela primaria, por lo que sus padres la enviaron a un programa de intercambio de estudiantes de cinco meses en los Estados Unidos que la ayudó a expresarse con más confianza y ser más competente para hablar en público. Inicialmente tenía poco interés en la política fue su padre la que la animó a investigar política tras el golpe de Estado tailandés de 2014. Se interesó más en la política, teniendo discusiones sobre el tema con sus amistades en la escuela secundaria, después de revisar para sus exámenes de ingreso a la universidad sobre la historia de la política tailandesa. Ingresó a la Universidad de Thammasat y se interesó más en la política comenzando su activismo político como estudiante de tercer año de pregrado.Cursa estudios superiores en la Facultad de Sociología y Antropología de la Universidad de Thammasat.

## Activismo
En 2018, se unió a un partido político del sindicato de estudiantes llamado Dome Revolution y es conocida por sus críticas a la monarquía tailandesa. Durante las protestas tailandesas de 2020, fue una de las líderes pioneras en manifestaciones revolucionarias que pedían una reforma estructural importante de la monarquía tailandesa. En febrero de 2020, formó parte de las nuevas protestas a favor de la democracia contra la decisión del Tribunal Constitucional de abolir el Partido Futuro Adelante, un partido reformista popular que contó con el apoyo de muchos jóvenes tailandeses. El 10 de agosto de 2020, encabezó manifestaciones bajo el lema Thammasat no tolerará el llamamiento a una reforma monárquica importante y pronunció un discurso sobre un manifiesto de 10 puntos (el 'Manifiesto de Thammasat') frente a miles de estudiantes. El discurso se consideró controvertido y provocó una reacción política en Tailandia, ya que las autoridades advirtieron que la manifestación había difamado gravemente a la monarquía. Su discurso incluyó frases como "Todos los humanos tienen sangre roja2. "No somos diferentes,o "Nadie en este mundo nace con sangre azul", en alusión a la monarquía tailandesa. Tras sus controvertidos y ampliamente difundidos comentarios, algunos críticos y observadores la compararon con Agnes Chow de Hong Kong por correr el riesgo de hasta 15 años de prisión según las disposiciones de la ley tailandesa de lesa majestad .
En junio de 2020, recibió una orden de arresto por violar las medidas de seguridad de COVID-19 y por violar la regla de emergencia pandémica de COVID-19 después de participar en una protesta realizada por la Unión de Estudiantes de Tailandia por la desaparición forzada del destacado activista tailandés Wanchalerm Satsaksit.
El 20 de septiembre de 2020, Panusaya Sithijirawattanakul junto con otros activistas y manifestantes instalaron una placa popular cerca del Gran Palacio de Bangkok. Los manifestantes se adjudicaron la victoria tras presentar a las autoridades sus demandas de reforma monárquica. El 15 de octubre de 2020, fue arrestada por la Policía Real de Tailandia. El 27 de octubre de 2020 se informó que estaba detenida en la Institución Correccional Central de Mujeres. El 10 de noviembre de 2021, el Tribunal Constitucional dictaminó que Panusaya, Arnon y Panupong pretendían derrocar al estado y la monarquía en sus discursos. El tribunal les ordenó a ellos y a otros grupos de protesta que pusieran fin a todos los movimientos de reforma de la monarquía. La petición fue presentada por Natthaporn Toprayoon el 3 de septiembre de 2020.

## Premios
- En noviembre de 2020 estaba en la lista de las 100 mujeres de la BBC.[15]